# Lubomirskia fusifera
Lubomirskia fusifera är en svampdjursart som beskrevs av Soukatschoff 1895. Lubomirskia fusifera ingår i släktet Lubomirskia och familjen Lubomirskiidae.
Artens utbredningsområde är havet utanför Ryssland. Inga underarter finns listade i Catalogue of Life.